# Lupghar Sar
Lupghar Sar  - szczyt w grupie Hispar Muztagh, części Karakorum. Leży w północnym Pakistanie, blisko granicy z Chinami. Jest to 122 szczyt Ziemi.
Pierwsze wejście miało miejsce w 1979 r., autorami byli T. Nazuka, H. Shimizu i Y. Watanabe.